# Denis de Bourgoing
Pour les articles homonymes, voir Bourgoing.
 (juin 2025).
Motif : TI vraisemblable, pas de sources secondaires centrées d'audience nationale, même pas de liens externes alors que ses décorations supposées devraient le faire apparaitre
- Archive Wikiwix
- Bing
- Cairn
- DuckDuckGo
- E. Universalis
- Gallica
- Google
- G. Books
- G. News
- G. Scholar
- Persée
- Qwant
- (zh) Baidu
- (ru) Yandex
- (wd) trouver des œuvres sur Wikidata

| 1. | Préciser le motif de la pose du bandeau. | Précisez le motif de la pose du bandeau en utilisant la syntaxe suivante : {{admissibilité à vérifier\|date=juin 2025\|motif=remplacez ce texte par le motif}}                          |
| 2. | Informer les utilisateurs concernés.     | Pensez à avertir le créateur de l'article, par exemple, en insérant le code ci-dessous sur sa page de discussion : {{subst:avertissement admissibilité à vérifier\|Denis de Bourgoing}} |

Denis Félix Marie Victor de Bourgoing, né à Blismes (Nièvre) le 1er juillet 1897, et mort le 24 juin 1989 à Versailles, est un militaire, enseignant et dirigeant de sociétés français.

## Biographie

### Origines
Né sur le finage de Blismes, dans la Nièvre, Denis de Bourgoing est le fils de Guillaume de Bourgoing et de son épouse Marguerite Guillaume de Sermizelles. Il est issu d'une ancienne famille du Nivernais, déjà citée au XIIIe siècle. Il a vu le jour dans le château de Quincize, situé au sud-ouest de Blismes, qui fut jadis alternatif[Quoi ?] de cette paroisse et de celle de Poussignol.

### Jeunesse et famille
Denis de Bourgoing épouse à la mairie du 8e arrondissement de Paris, le 11 août 1925, Marie Marguerite Élisabeth Roselyne de Villeneuve Bargemon, née le 5 novembre 1897, qui lui donne quatre enfants : François, Guillaume, Pierre et Jean-Marie de Bourgoing. Jean Marie fut maire de Blismes (1983-1995) et président de l'Académie du Morvan. Son épouse est la sœur d'Augustin de Villeneuve-Bargemont.

## Carrière militaire
Il entre dans la Marine nationale en 1915, devient aspirant le 1er novembre 1916. Diplômé de l'École de guerre navale[Quand ?], il est par la suite le directeur des études de cette même école. En 1933, il est remplacé au ministère de la Marine, état-major général, section D, études des armements navals par Darrieus. Il est chargé de cours à l'École supérieure de guerre navale[Quand ?] et, tirant les conclusions de la Seconde Guerre mondiale, réorganise complètement ceux-ci.

### Grades
- 1916 : aspirant

- capitaine de frégate (actif en 1938) ;
- capitaine de vaisseau (actif en 1947) ;
- contre-amiral (actif en 1952, commandant de la Marine en Indochine)[5] ;
- vice-amiral ;
- commandant de la Marine nationale en Indochine d'avril 1951 à novembre 1952.

### Décorations
- croix de Guerre 1914-1918 ;
- 1938 : officier de la Légion d'honneur[6] ;
- croix de guerre 1939-1945 ;
- commandeur de la Légion d'honneur ;
- grand officier de l'ordre national du Mérite.

## Vie civile
Il est nommé[Quand ?] directeur général de la Compagnie du port de Beyrouth. Ancien secrétaire général de l'IRFED, il cofonde l'Académie du Morvan le 15 juillet 1967 dans l'ancienne mairie de Château-Chinon, en compagnie d'Henri Desbruères, qui est le premier président du triumvirat, composé de Claude Régnier et du peintre Jacques Thévenet. Lui est dans la chancellerie exécutif. Il deviendra ensuite le deuxième président de l'Académie. Il est propriétaire agricole à Blismes.

## Publication
- « Trois siècles de constructions navales dans la Nièvre », in Revue Historique des armées, no 115 [numéro spécial 600 ans de constructions navales], 1974, p.185-193.